# Sigmund Jähn
Sigmund Werner Paul Jähn (født 13. februar 1937, Morgenröthe-Rautenkranz, Vogtland, Tyskland, død 21. september 2019) var en tysk kosmonaut, jagerpilot og generalmajor i Østtysklands hær (NVA). Han var den første tysker i rummet.